# Перфектно момче
„Перфектно момче“ (на английски: How to Build a Better Boy) е американска научнофантастична комедия и оригинален филм на Disney Channel от 2014 г. на режисьора Пол Хоен, а сценарият е на Джейсън Мейлънд. Във филма участват Чайна Ан Маклейн, Кели Бърглънд и Маршал Уилямс. Първите кадри са показани по време на промото на Disney Channel за лято 2014 г., докато първото промо е излъчен на 27 юни 2014 г. по време на оригиналния филм на Disney Channel „Зоуи и магическото приложение“. Филмът е излъчен премиерно като на 15 август 2014 г., а след това е излъчен и във Великобритания на 19 септември 2014 г.

## В България
В България филмът е излъчен на 11 октомври 2014 г. по локалната версия на Дисни Ченъл с нахсинхронен дублаж на български език, записан в студио „Александра Аудио“. Екипът се състои от:
| Изпълнителен продуцент | Васил Новаков |
| Преводач               | Весела Николова |
| Озвучаващи артисти     | Виктория Милева Елена Грозданова Десислава Чардаклиева Силвия Петрова Петър Бонев Георги Стоянов Момчил Степанов Мартин Герасков |
| Тонрежисьор            | Любен Ботев |
| Режисьор на дублажа    | Симона Нанова |